# James Saunders (Schriftsteller)
James Saunders (* 8. Januar 1925 in Islington, Greater London; † 29. Januar 2004 in Eastleach) war ein englischer Dramatiker. 
Saunders schrieb zunächst vom absurden Theater beeinflusste Dramen. Sein erfolgreiches Debüt lieferte er mit seinem Theaterstück „Moonshine“. 

## Werke
- Abschiedskanon („Bye bye blues“). Rowohlt, Reinbek 1974.
- Dramen.
- Ein Duft von Blumen („A Scent of Flowers“). Rowohlt, Reinbek 1967.
- Irre alte Welt. Ein chauvinistische Männerkomödie („The island“). Rowohlt, Reinbek 1976.
- Leib und Seele. Ein Stück in zwei Akten („Bochés“). Rowohlt, Reinbek 1978.
- Das Mädchen in Melanie Klein („The girl in Melanie Klein“). Rowohlt, Reinbek 1981 (nach einem Roman von Ronald Harwood).
- Nachbarn. Einakter („Neighbours“). Rowohlt, Reinbek 1969.
- Und was kommt dann? Eine Szenenfolge („After Liverpool“). Rowohlt, Reinbek 1972. 
  - Hörspielbearbeitung von 1971 unter dem Titel ... und was kommt danach?, mit Margot Leonard und Rolf Schult – Regie: Oswald Döpke (SR/SDR/SFB)[1]
  - Hörspielbearbeitung von 1980 unter dem Titel Und was kommt danach, mit Günther Sauer und Barbara Lehner – Regie: Ferry Bauer (ORF Oberösterreich)[2]
- Vogelgezwitscher („Birdsong“). Rowohlt, Reinbek 1980.
- Wirklich schade um Fred. Ein Dialog in Ionescos Manier („Alas, poor Fred“). Rowohlt, Reinbek 1971. 
  - Hörspielfassung von 1965 mit Edith Schultze-Westrum und Kurt Lieck – Bearbeitung und Regie: Oswald Döpke (RB/SDR/WDR)[3]